# تیمول
تیمول (به انگلیسی: Thymol) یک ترکیب شیمیایی فنولی است. تیمول دارای خاصیت ضد باکتریایی است و در گیاهانی مانند آویشن وجود دارد.